# Exochus rutilatus
Exochus rutilatus là một loài tò vò trong họ Ichneumonidae.